# Liste der Wappen Grönlands
Die Liste der Wappen Grönlands beschreibt alle in Grönland verwendeten nationalen und kommunalen Wappen.

## Landeswappen
| Lage | Wappen | Name     | Anmerkungen |
| ---- | ------ | -------- | --- |
|      |        | Grönland | Das Wappen entstand in Vorläuferformen ab 1666. Das heutige Wappen wurde 1987 offiziell eingeführt. Es zeigt einen Eisbären auf blauem Grund. |

## Kommunalwappen seit 2009
| Lage | Wappen | Name                                 | Anmerkungen |
| ---- | ------ | ------------------------------------ | --- |
|      |        | Avannaata Kommunia                   | Das Wappen wurde von Maria Dorph gestaltet. Es ist blau mit einem diagonalen weißen Band. Im oberen linken Bereich befindet sich ein gelber vierzackiger Stern, der für ein gemeinsames Ziel steht, auf blauem Grund, welcher das Klima symbolisiert. Die vier Hunde auf dem weißen Band symbolisieren die vier Städte der Kommune sowie das Meereis. Die Hunde schauen sich an und stehen somit für die Zusammenarbeit. Im unteren rechten Bereich befindet sich ein Heilbutt auf blauem Grund. Der Fisch symbolisiert die wirtschaftliche Grundlage der Kommune und die blaue Farbe das Meer.                                                                       |
|      |        | Kommune Kujalleq                     | Das Wappen ist in Silber und Rot geteilt und hat ein eingebogenes Schildhaupt in verwechselten Farben. Der en face, also dem Betrachter zugewandte, gehörnte Widderkopf wechselt im Schild ebenso die Farben. Das Wappen wurde von Sys Abrahamsen gestaltet. Der Widderkopf symbolisiert die Schafzucht als wirtschaftliche Grundlage der Kommune. Die stilisierte Sonne symbolisiert das gute Wetter, ist aber in ihren Farben auch eine Anspielung auf die grönländische Flagge. |
|      |        | Qaasuitsup Kommunia (2018 aufgelöst) | In Blau acht geleinte weiße Schlittenhunde von hinten, deren blaue Leinen über eine weiße breite Schneefläche sichtbar und an zwei aus dem Schildrand ragenden hochgebogenen Schlittenkufen befestigt sind. Über den Hunden schweben unter einem zwischen den Schildrand als Schildhaupt gelegten silbernen Polarlicht mit drei spitzen Einschnitten an seiner Unterseite balkenweise ein aufgehender silberner Mond mit der Öffnung nach links zeigend, eine silberne Sonne ohne Gesicht mit kurzen Strahlen und eine silberne Schneeflocke. Das Wappen wurde vom Künstler Kristian Fly entworfen. Die acht Hunde stehen vermutlich für die acht Städte der Kommune. |
|      |        | Kommune Qeqertalik                   | Das Wappen wurde von Julius Jeremiassen gestaltet und ist eine Karte, auf der alle Städte und Dörfer der Kommune mit einem Stern markiert sind. |
|      |        | Qeqqata Kommunia                     | In Blau ein grauer Balken mit zwei nach oben gehenden Wellen in deren Wellental ein weißer Eisberg hervorragt und von zwei weißen fünfzackigen Sternen begleitet wird. Unten sind sechs (3;2;1) solcher Sterne im Wappen. Das von Rita Bornhuus entworfene Wappen zeigt zwei große und sechs kleine Sterne, die die beiden Städte und die sechs Dörfer der Kommune symbolisieren. Die Berge repräsentieren die Geografie in Sisimiut und Maniitsoq. |
|      |        | Kommuneqarfik Sermersooq             | Das Wappen der Kommune wurde von Tina Windahl Halle entworfen und zeigt das eisbedeckte Meer, einen Inussuk und die Sonne. Die Wellen im Meer und das Eis symbolisieren das Klima der Kommune. Der Inussuk, der von den Inussuit auf der Inselgruppe Nukariit (Tre Brødre) inspiriert ist, symbolisieren die Zusammenarbeit beim Finden des richtigen Wegs. Die Sonne symbolisiert die West- und Ostküste, da die Sonne im Osten auf- und im Westen untergeht. |

## Gemeindewappen bis 2008
Erste Entwürfe für grönländische Gemeindewappen entstanden Ende der 1960er Jahre. Sie wurden von Paul Warming entworfen und von Claus Achton Friis gezeichnet. Die Entwürfe für 18 der damaligen 19 Kommunen (die zeitnahe Auflösung der Gemeinde Vaigat war bereits absehbar) enthielten alle grönländische Tiere und waren blau-weiß gestaltet. Die Entwürfe wurden von den Gemeinden nur teilweise gutgeheißen. Die Gemeinden Ilulissat, Nanortalik, Qaqortoq und Nuuk verwarfen die Vorschläge, während zahlreiche andere kleinere oder größere Änderungsvorschläge einbrachten.
| Lage | Wappen | Name                      | Anmerkungen |
| ---- | ------ | ------------------------- | --- |
|      |        | Gemeinde Aasiaat          | Das Wappen ist horizontal weiß-blau geteilt und zeigt ein Spinnennetz. Die weiße Farbe symbolisiert das zugefrorene Meer nördlich von Aasiaat, die blaue Farbe das eisfreie Meer südlich der Stadt. Das Spinnennetz ist eine Anspielung auf den Stadtnamen („Spinnen“). Das Wappen wurde 1969 angenommen und war damit das erste Gemeindewappen Grönlands. |
|      |        | Gemeinde Ammassalik       | Das Wappen ist horizontal weiß-blau geteilt und zeigt drei Lodden in verwechselten Farben. Die Lodden sind eine Anspielung auf den Gemeindenamen („Ort mit Lodden“). Da Wappen wurde 1972 angenommen. |
|      |        | Gemeinde Ilulissat        | Das Wappen ist vertikal weiß-blau geteilt und zeigt einen Eisberg. In jeder Ecke befindet sich eine Schneeflocke. Das Wappen symbolisiert die Wetterverhältnisse in der Gemeinde. Der Eisberg ist eine Anspielung auf den Stadtnamen („Eisberge“). Das Wappen wurde von der Gemeinde selbst gestaltet und 1969 angenommen. |
|      |        | Gemeinde Ittoqqortoormiit | Das Wappen zeigt eine blaue Spitze auf weißem Grund, neben der sich zwei blaue Moschusochsenköpfe befinden. Die Spitze symbolisiert den Kangertittivaq, das längste Fjordsystem der Welt, während die Moschusochsen das einzige größere Landsäugetier der Gemeinde darstellen. Das Wappen wurde 1971 angenommen. |
|      |        | Gemeinde Ivittuut         | Das Wappen ist horizontal blau-weiß geteilt und zeigt zwei Polarfüchse in verwechselten Farben. Die Füchse sollen den Weißfuchs und den Blaufuchs zeigen. Die Zweiteilung des Wappens symbolisiert die zwei Gemeindebestandteile Ivittuut und Kangilinnguit. Das Wappen wurde 1975 angenommen. |
|      |        | Gemeinde Kangaatsiaq      | Das Wappen zeigt ein weißes Alpenschneehuhn auf blauem Grund. Oben rechts befindet sich ein Halbmond. Abgesehen von der großen Bedeutung des Schneehuhns als beliebter Speisevogel für ganz Grönland hat das Wappen wohl keine besondere lokale Symbolik. Das Wappen wurde 1971 angenommen. |
|      |        | Gemeinde Maniitsoq        | Das Wappen zeigt eine weiße Spitze auf blauem Grund, auf der sich in verwechselten Farben ein Rentierkopf mit Geweih befindet. Die Spitze ist eine Anspielung auf den dänischen Gemeindenamen Sukkertoppen („Zuckerhut“), der sich vermutlich ursprünglich auf einen charakteristischen Berg bezieht. Die Gemeinde ist das Siedlungszentrum der grönländischen Rentiere. Das Wappen wurde 1971 angenommen. |
|      |        | Gemeinde Nanortalik       | Das Wappen zeigt drei Eisbären auf rotem Grund. Die Eisbären sind eine Anspielung auf den Stadtnamen („Ort der Eisbären“). Der rote Grund dient Vermutlich der Abgrenzung zum Landeswappen. Das Wappen wurde 1970 angenommen. |
|      |        | Gemeinde Narsaq           | Das Wappen zeigt einen weißen Wandersaibling auf einem diagonalen gewellten blauem Band auf weißem Grund. Der Fisch kommt häufig in der Gemeinde vor. Das Wappen wurde 1973 angenommen. |
|      |        | Gemeinde Nuuk             | Das Wappen zeigt das Hauptgebäude des Ilinniarfissuaq, dahinter den Sermitsiaq, ein Paddel und Wellen. Das Gebäude und der Berg sind Wahrzeichen der Stadt. Das Paddel steht für die Jagd und die Wellen für den Nuup Kangerlua. Das Wappen wurde 1973 angenommen. |
|      |        | Gemeinde Paamiut          | Das Wappen zeigt zwei blaue Seeadler auf weißem Grund. Der Vogel ist ein typisches Symbol für Paamiut. Der Predigtstuhl der Stadt hat einen Adler. Der Sportverein der Stadt Nagtoralik Paamiut ist ebenfalls nach dem Seeadler benannt. Das Wappen wurde 1975 angenommen. |
|      |        | Gemeinde Qaanaaq Thule    | Das Wappen zeigt einen weißen Narwal auf blauem Grund sowie den Polarstern. Der Narwal ist das größte Jagdtier der Gemeinde. Der Polarstern ist eine Anspielung auf die Lage als nördlichste Gemeinde Grönlands. Das Wappen wurde 1977 angenommen. |
|      |        | Gemeinde Qaqortoq         | Das Wappen ist vertikal weiß-blau-weiß geteilt. Darauf befindet sich in verwechselten Farben eine Krone, eine Waage und ein Anker. Die weiße Farbe ist eine Anspielung auf den Stadtnamen („der Weiße“), die blaue Farbe steht für den kurzen Fluss, der durch die Stadt fließt. Die Krone steht für Königin Juliane von Braunschweig-Wolfenbüttel, von der Qaqortoq seinen dänischen Namen Julianehåb hat. Der Anker ist eine Anspielung auf die Hoffnung (dänisch håb) und auf das Meer. Die Waage spielt auf den Kaufmann Anders Olsen als Gründer von Qaqortoq an, soll aber auch für Gerechtigkeit und Gesetzestreue stehen. Das Wappen wurde 1971 angenommen. |
|      |        | Gemeinde Qasigiannguit    | Das Wappen ist horizontal weiß-blau geteilt. Darauf befinden ich eine rote und eine weiße Garnele. Qasigiannguit war bedeutend für die Garnelenfischerei. Garnelen sind von sich aus weiß, werden aber nach dem Kochen rot. Das Wappen wurde 1970 angenommen. |
|      |        | Gemeinde Qeqertarsuaq     | Das Wappen zeigt einen weißen Grönlandwal auf blauem Grund. Darüber das Polarlicht. Der Grönlandwal steht für die Stadt, die ursprünglich als Walfängerloge gegründet wurde. Das Polarlicht ist eine Anspielung auf die Arktisstation der Universität Kopenhagen, die sich in Qeqertarsuaq befindet. Das Wappen wurde 1973 anlässlich des 200. Gründungsjubiläums angenommen. |
|      |        | Gemeinde Sisimiut         | Das Wappen zeigt einen weißen Walrosskopf auf blauem Grund. Das Walross ist ein bedeutendes Jagdtier in ganz Grönland. Da nur der Kopf dargestellt ist, sieht es so aus, als würde das Walross gerade aus dem Wasser auftauchen. Das Wappen wurde 1971 angenommen. |
|      |        | Gemeinde Upernavik        | Das Wappen zeigt drei Ringelrobben, die sich um eine Sonne winden. Die Robben sind ein bedeutendes Jagdtier in ganz Grönland, darunter auch in Upernavik. Die Sonne stellt die Mitternachtssonne dar, die in der Gemeinde wegen der nördlichen Lage besonders lange währt. Das Wappen wurde 1973 angenommen. |
|      |        | Gemeinde Uummannaq        | Das Wappen ist blau und zeigt einen weißen Eissturmvogel, sowie zwei diagonale Wellen. Eissturmvögel kommen am häufigsten in der Gemeinde Uummannaq vor und sind auch Namensgeber für den Sportverein FC Malamuk Uummannaq. Die Wellen zeigen, dass der Vogel von oben betrachtet über das Meer fliegt. Das Wappen wurde 1975 angenommen. |